# Кастајл (Њујорк)
Кастајл (енгл. Castile) град је у америчкој савезној држави Њујорк.

## Демографија
По попису из 2010. године број становника је 1.015, што је 36 (-3,4%) становника мање него 2000. године.
| Група             | 2000.         | 2010.       |
| Белци             | 1.033 (98,3%) | 991 (97,6%) |
| Афроамериканци    | 4 (0,4%)      | 3 (0,3%)    |
| Азијати           | 2 (0,2%)      | 2 (0,2%)    |
| Хиспаноамериканци | 5 (0,5%)      | 13 (1,3%)   |
| Укупно            | 1.051         | 1.015       |